# NASCAR Thunder 2004
NASCAR Thunder 2004 es un simulador de carreras de EA Sports, lanzado el 16 de septiembre de 2003 y disponible en versiones separadas para PlayStation, PlayStation 2, Xbox y Windows. Presenta al campeón de 2002 Tony Stewart en la portada con una mirada ceñuda para representar la nueva característica Grudges and Alliances. Fue el único juego de 2003
que presentó al anterior campeón de la Winston Cup en la portada. El juego tenía la banda sonora más extensa de la serie, además de cuatro canciones del juego anterior. El juego también tiene un modo carrera, un modo temporada, un modo Lightning Challenge, SpeedZone y un modo tutorial con Richard Petty. El juego es un juego de EA Sports Bio y es compatible con otros juegos de EA Sports Bio como Madden NFL 2004 y NCAA Football 2004. It is considered by many as the greatest NASCAR game of all time. This was also the last NASCAR game for the PlayStation.

## Modos de juego
- El modo Carrera regresa de juegos anteriores de la serie. El jugador toma el control de un piloto personalizado y corre para conseguir patrocinadores, equipamiento para su garaje y el respeto de los demás pilotos.[4]
- El modo Temporada permite a los jugadores tomar el control de un conductor personalizado o de un conductor existente durante una temporada o más, con reglas y horarios personalizados.[4]
- SpeedZone es un modo en el que los jugadores pueden perfeccionar sus habilidades para pasar, bloquear, drafting, así como contrarreloj.[3]
- Lightning Challenge es un modo en el que el jugador toma el control de un piloto y corre en una situación que ocurrió en la 2002 Winston Cup y la 2003 Winston Cup temporadas para ese conductor en particular. También incluye un vídeo con Michael Waltrip como reportero, y al superar estos desafíos se desbloquean nuevos Thunder Plates, que desbloquean nuevas pistas, pilotos de fantasía, pilotos de la Serie Busch de la 2003. temporada, así como pilotos legendarios.[4]
- Otro modo de juego nuevo es el modo en línea, donde los jugadores pueden competir en línea si tienen una conexión a Internet y un adaptador. La compatibilidad con micrófono también estaba disponible en PC y PlayStation 2. Esta función no está disponible en Xbox y PS1.[3]
- Thunder License, un modo tutorial con la leyenda de NASCAR Richard Petty, en el que el jugador elige un piloto y lo sigue a lo largo de una línea de carrera alrededor de la pista, con comentarios de voz de Petty. La línea de carrera también se puede alternar en el modo Race Now.

## FunciónRencores y Alianzas
La característica principal del juego es la función "Agravios y alianzas", que se basa en el estilo de conducción y la actitud del jugador. Si el jugador conduce sucio y choca con otros conductores, incluso si fue un choque involuntario, ese conductor se convierte en un "Rival" y chocará con el jugador si se encuentran más adelante en la carrera. Sin embargo, si el jugador selecciona al oponente (una nueva característica del juego), el nivel de severidad del rencor de ese rival disminuye. Si el jugador selecciona a un conductor neutral el tiempo suficiente, ese conductor se convertirá en un "Aliado" y, en ocasiones, dejará pasar al jugador. Por el contrario, si el jugador se topa con un aliado, su alianza disminuirá lentamente. El valor máximo de gravedad tanto para rencores como para alianzas es -100 y +100, respectivamente. Los jugadores pueden ver sus cuatro mayores rencores y alianzas al final de la carrera. En los modos Temporada y Carrera, los rencores y alianzas que hace el jugador se trasladan a carreras futuras.

## Recepción
El juego recibió críticas positivas de los críticos, y IGN le dio a la versión de PS2 un 8,8/10, elogiando los sonidos, "QuickSave" y la compatibilidad con el micrófono. El principal problema que citó IGN fue que el modelo de conducción es algo poco realista. IGN le dio a la versión para PC un 8.5, siendo el problema la incompetencia del observador. La revisión de Xbox también obtuvo un 8.5 y elogió la velocidad de fotogramas. GameSpot llamó al juego el Tony Hawk o Madden de NASCAR, y le dio al juego un 8.8, con Metacritic dándole un 88. La reseña más crítica provino de GameZone, que le dio al juego un 8.4.

### Premios
El juego recibió muchos premios importantes, el más notable se recibió en los Spike Video Game Awards de 2003, donde NASCAR Thunder 2004 ganó el premio al mejor juego de carreras de 2003. Actualmente es el único juego de NASCAR que gana un premio en los VGA. NASCAR Thunder 2004 también fue nominado al premio The Electric Playground's 2003 como "Mejor juego de conducción para PC" y "Mejor juego de conducción para consola", pero perdió ante Need for Speed: Underground y Project Gotham Racing 2 respectivamente.